# Ключ 207
Ключ 207 (трад. и упр. 鼓) — ключ Канси со значением «барабан»; один из четырёх, состоящих из тринадцати штрихов.
В словаре Канси есть 46 символов (из 49 030), которые можно найти c этим радикалом.

## История
Древняя идеограмма, ставшая праосновой иероглифа «барабан», изображала барабан и руку с палкой.
В современном языке иероглиф используется также в значениях: «играть на барабане, атаковать (в древности сигналом служили удары барабана), возбуждать, подбодрять, воодушевлять» и др.
В качестве ключевого знака иероглиф используется редко.
В словарях находится под номером 207.

### Древние идеограммы

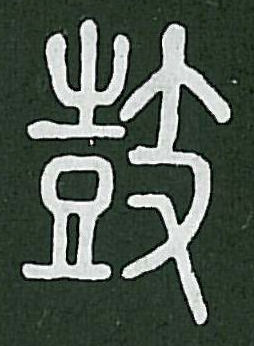
Вид в Шуовень
Вид в Цзягувэнь
Вид в Цзиньвэнь
Вид в большой печати Чжуаньшу
Вид в малой печати Чжуаньшу

## Значение
1. Все виды ударных инструментов.
2. Играть на ударных инструментах.
3. Вибрация.
4. Атаковать (в древности сигналом служили удары барабана).
5. Возбуждать, подбодрять, воодушевлять, вдохновлять, мотивировать, призывать.
6. Пощечина. Отек, припухлость.
7. Козни, подстрекательство.
8. Единица веса. Обозначает вес или емкость вместимостью 480 кг.
9. Название заболевания (тимпанит).
10. Одна из китайских фамилий.

## Варианты прочтения
- кит. 鼓, пиньинь gǔ, гу.
- яп. 鼓, つづみ, tsuzumi, цудзуми;
- яп. コ, ko, ко;
- яп. ク, ku, ку;
- кор. 북 buk, пук?, 고 go, ко?.

## Варианты написания
| Словарь Канси | Альтернативный вариант |
| ------------- | ---------------------- |
| 鼓            | 鼔                     |

- Примечание: Ваш браузер может отображать иероглифы неправильно.

## Примеры иероглифов
| Доп. штрихи | Иероглифы         |
| ----------- | ----------------- |
| 0           | 鼓 鼔             |
| 5           | 鼖 䵽 䵾 䵿 鼕 鼖 |
| 6           | 𪔚 䶀 鼗          |
| 7           | 𪔠 𪔡             |
| 8           | 䶁 鼚 鼛 鼘 鼙    |
| 10          | 鼜                |
| 11          | 鼝 鼞             |
| 12          | 鼟                |

- Примечание: Ваш браузер может отображать иероглифы неправильно.